# Liste des districts dans le borough londonien de Wandsworth
Ceci est une liste des districts du Borough londonien de Wandsworth.
La zone de code postal de Wandsworth est SW.

Wandsworth dans le Grand Londres

## Districts
| District         | Ville postale | Zone du code postal/District | Coordonnées                 | OS grid ref  |
| ---------------- | ------------- | ---------------------------- | --------------------------- | ------------ |
| Balham           | LONDRES       | SW12, SW17                   | 51° 26′ 36″ N, 0° 09′ 09″ O | TQ285735     |
| Battersea        | LONDRES       | SW8, SW11                    | 51° 27′ 50″ N, 0° 10′ 04″ O | TQ2737775456 |
| Clapham Junction | LONDRES       | SW                           | 51° 27′ 50″ N, 0° 10′ 04″ O | TQ2726075513 |
| Earlsfield       | LONDRES       | SW18                         | 51° 26′ 38″ N, 0° 11′ 07″ O | TQ265735     |
| Furzedown        | LONDRES       | SW16, SW17                   | 51° 25′ 37″ N, 0° 09′ 11″ O | TQ2839271449 |
| Nine Elms        | LONDRES       | SW8                          | 51° 29′ N, 0° 08′ O         | TQ2914677365 |
| Putney           | LONDRES       | SW15                         | 51° 27′ 54″ N, 0° 13′ 16″ O | TQ235755     |
| Putney Vale      | LONDRES       | SW15                         | 51° 26′ 24″ N, 0° 14′ 31″ O | TQ2217172743 |
| Roehampton       | LONDRES       | SW15                         | 51° 27′ 04″ N, 0° 14′ 35″ O | TQ225745     |
| Southfields      | LONDRES       | SW18, SW19                   | 51° 26′ 46″ N, 0° 11′ 42″ O | TQ255735     |
| Streatham Park   | LONDRES       | SW16                         | 51° 25′ 41″ N, 0° 08′ 31″ O | TQ2915471580 |
| Tooting          | LONDRES       | SW17                         | 51° 25′ 41″ N, 0° 09′ 54″ O | TQ275715     |
| Wandsworth       | LONDRES       | SW18                         | 51° 27′ 18″ N, 0° 11′ 31″ O | TQ255755     |
| Wimbledon Common |               | SW                           | 51° 25′ 47″ N, 0° 14′ 18″ O | TQ227720     |

## Référence
- (en) Cet article est partiellement ou en totalité issu de l’article de Wikipédia en anglais intitulé « List of districts in the London Borough of Wandsworth » (voir la liste des auteurs).